# Río Androscoggin
El río Androscoggin (del inglés: Androscoggin River) es un río de la vertiente atlántica de los EE. UU. que discurre por el norte de Nueva Inglaterra, en los estados de Maine y Nuevo Hampshire. Tiene una longitud de 286 km y drena una cuenca de 9.100 km². Desagua en la bahía de Merrymeeting, Maine, antes de desaguar en el golfo de Maine en el océano Atlántico. Dado que la bahía de Merrymeeting es una bahía interior de agua dulce que se suele considerar parte del curso del río Kennebec a veces se considera un afluente de la cuenca del Kennebec y otras un río costero.
El nombre «Androscoggin» provendría de la lengua abenaki oriental, del término /aləssíkɑntəkw/ o /alsíkɑntəkw/, que significa «río de refugios en los acantilados de roca» (river of cliff rock shelters); o tal vez de la lengua de los penobscot, del término /aləsstkɑtəkʷ/, que significa «río de refugios en la roca» (river of rock shelters).<!R9>

## Curso
El río Androscoggin comienza en Errol, donde se le une el río Magalloway a la salida del lago Umbagog. El río fluye generalmente hacia el sur, con numerosos meandros pasadas las localidades de Errol y Milan y la ciudad de Berlin, antes de girar al este en la ciudad de Gorham y cortar a través del extremo norte de las White Mountains y entrar en estado de Maine. Continuando hacia el este, el río pasa por las ciudades de Bethel, Rumford y Dixfield antes de volverse al sur en la ciudad de Livermore Falls y dejar atrás las montañas. El río pasa a través de las ciudades gemelas de Lewiston y Auburn, gira al sureste, pasa la comunidad de Lisbon Falls y alcanza el límite mareal justo debajo de las cascadas finales en la ciudad de Brunswick. La bahía de Merrymeeting, de agua dulce y de 16 km de largo, es el estuario donde el Androscoggin se encuentra con el río Kennebec casi 32 km tierra adentro desde el océano Atlántico.

## Calidad del agua
El Androscoggin era un río muy contaminado por una variedad de fábricas textiles, fábricas de papel y otras industrias situadas a lo largo de sus orillas, y su estado ayudó a inspirar la Ley de Agua Limpia Clean Water Act. Aunque el río se ha beneficiado en gran medida de trabajos de recuperación medioambientales y de la salida de determinados tipos de industria de la región, los últimos resultados de las pruebas de la EPA indican unos niveles inaceptablemente altos de mercurio, procedentes de las aguas residuales vertidas al río por numerosas fábricas de papel. Un grupo ecologista ha citado los resultados llamando al Androscoggin uno de los 20 ríos más contaminados de América. Un tramo de 23 km exige peleles de oxígeno para evitar que los peces se asfixien. En mayo de 2007, grupos ambientalistas han interpuesto una demanda para obligar a las fábricas de papel situadas a lo largo del río a limpiar sus aguas residuales. Las empresas han resistido, mencionado su costo.

## Caudales

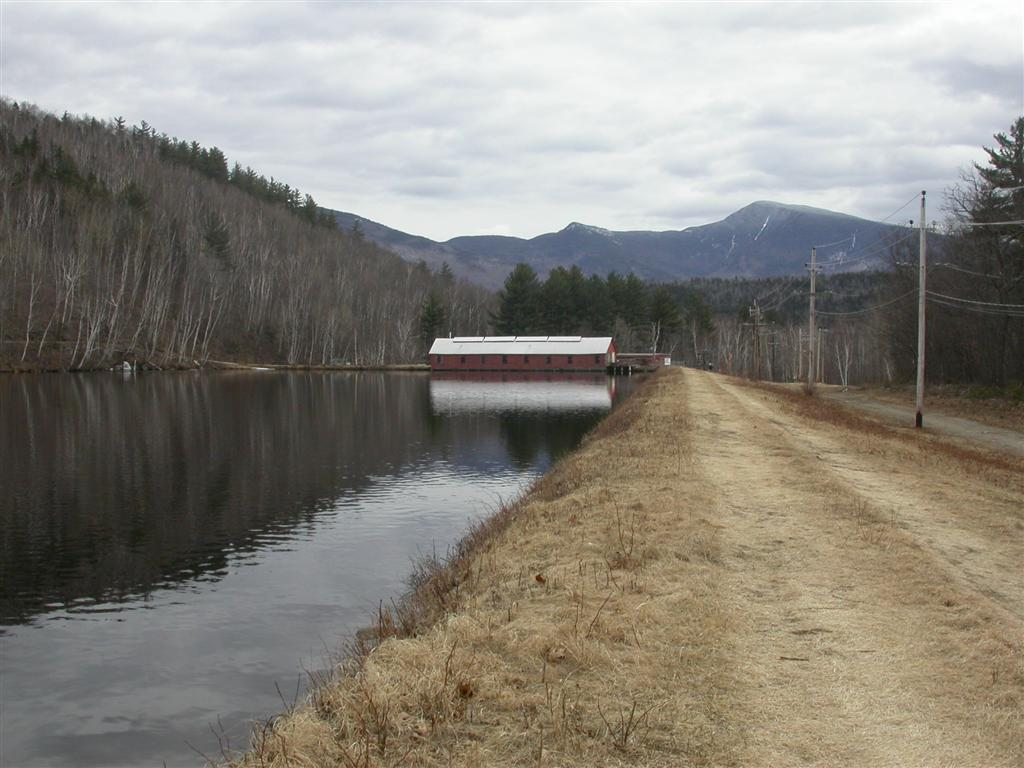
Canal hidroeléctrico en el Androscoggin en Gorham

El Servicio Geológico de Estados Unidos (USGS) mantiene cuatro medidores de caudalen el río Androscoggin. Los cuatro están por debajo de uno o más presas.
- el primero está en Errol (44°46′57″N 71°07′46″O / 44.78250, -71.12944), con una cuenca de 2.710 km² y en el que el caudal varía de 467 a 0 m³/s (caudal cero cuando la presa cerrada). El caudal medio anual entre 1905 y 2005 fue de 54,3 m³/s.

- el segundo está cerca de Gorham (44°26′10″N 71°11′27″O / 44.43611, -71.19083), con 3.520 km² y un caudal entre 620 y 22,5 m³/s (bajas cuando las presas están cerradas). El caudal medio anual entre 1905 y 2005 es de 71 m³/s.

- el tercero está en Rumford (44°33′04″N 70°32′38″O / 44.55111, -70.54389), con 5.360 km² y un caudal entre 2.094 y 17,7 m³/s. El caudal medio anual entre 1905 y 2005 fue de 107.6 m³/s.

- el cuarto se encuentra en Auburn (44°04′20″N 70°12′31″O / 44.07222, -70.20861), con 8.450 km² y un caudal entre 3.820,5 y 9,6 m³/s.[2]

## Pesca en el Androscoggin
El río Androscoggin es un destino popular para los pescadores que buscan trucha de arroyo, trucha arco iris y trucha marrón, así como salmón del Atlántico y lobina de boca chica.

## Historia
Según el USGS, las variantes del nombre del río Androscogginson las siguientes: Amasagu'nteg, Amascongan, Ambrose Coggin, Ammeriscoggin, Ammoscoggin, Amos Coggin, Amoscommun, Anasagunticook, Anconganunticook, Andrews Coggin, Andros Coggan, Andros Coggin, Androscoggen, Andrus Coggin, Aumoughcaugen, Pescedona y Ameriscoggin.
El Androscoggin cae un promedio de ocho pies por milla, lo que lo hace un río industrial principal. Fluye a través de Lewiston-Auburn, Maine, donde fue una importante fuente de energía para la industria local.

### Principales afluentes
Los principales afluentes del Androscoggin, listados desde la fuente hasta la boca, con la ubicación de la boca del afluente, son los siguientes:
- río Magalloway, Errol
- Clear Stream, Errol
- Mollidgewock Brook, Errol
- Chickwolnepy Stream, Milan
- río Dead, Berlin
- Moose Brook, Gorham
- Moose River, Gorham
- río Peabody, Gorham
- río Wild, Gilead
- Pleasant River, Bethel
- río Alder, Bethel
- río Sunday River, Bethel
- río Bear, Newry
- río Ellis, Rumford
- río Concord, Rumford
- río Swift, Rumford y Mexico
- río Webb, Dixfield
- río Dead, Leeds
- río Nezinscot River, Turner
- río Little Androscoggin , Auburn
- río Sabattus , Lisbon
- Little River, Lisbon Falls